# Golden Girls Filmproduktion
Die Golden Girls Filmproduktion & Filmservices GmbH ist eine österreichische Filmproduktionsgesellschaft mit Sitz in Wien. Das kreative Team um Arash & Arman T. Riahi und Peter Drössler ist der Kern des Unternehmens.
Die Filme des Kollektivs befassen sich mit sozialen und politischen Themen, einige wurden ausgezeichnet. 
Golden Girls Film ist den Richtlinien des Green Filming verpflichtet und produziert grün. Das Unternehmen ist Mitglied im Verband der österreichischen Filmproduzenten. Firmeninhaber ist der iranisch-österreichische Regisseur Arash T. Riahi.

## Geschichte
Das Unternehmen wurde 1998 als Golden Girls Cooperation GnbR von Kristian Davidek, Geza Horvat und Arash T. Riahi gegründet. Im Jahr 2000 ist Raphael Barth der Gruppe beigetreten. 2007 wurde von Raphael Barth und Arash T. Riahi die Golden Girls Filmproduktion & Filmservices Ges.m.b.H gegründet. Im Sommer 2010 ist Sabine Gruber als Produzentin und Co-Geschäftsführerin der Firma beigetreten.

## Filmografie (Auswahl)

### Kinofilme
- EXILE FAMILY MOVIE (94’), Dokumentarfilm, AT 2006, Regie: Arash T. Riahia
- SCHWARZKOPF (90’), Dokumentarfilm, AT 2011, Regie: Arman T. Riahi
- DAS VENEDIG PRINZIP (80’), Dokumentarfilm, DE/AT/IT 2012, Regie: Andreas Pichler, Koproduktion Filmtank, Miramonte Film
- MAMA ILLEGAL (94’), Dokumentarfilm, AT 2012, Regie: Ed Moschitz
- NERVEN BRUCH ZUSAMMEN (94’), Dokumentarfilm, AT 2012, Regie: Arash T. Riahi
- Everyday Rebellion (110’), Dokumentarfilm, AT/CH 2013, Regie: Riahi Brothers, Koprod. Mira Film
- GLOBAL SHOPPING VILLAGE (80’), Dokumentarfilm, AT/CR 2014, Regie: Ulli Gladik, Koproduktion Nukleus Film
- Einer von uns (86’), Spielfilm, AT 2015, Regie: Stephan Richter
- KORIDA (87’), Dokumentarfilm, AT 2016, Regie: Siniša Vidović
- Die Einsiedler, (110’), Spielfilm, DE/AT 2016, Regie: Ronny Trocker, Koproduktion zischlermann
- Die Nacht der 1000 Stunden (92’), Spielfilm, LU/AT/NL 2016, Regie: Virgil Widrich, Koproduktion Amour Fou Luxembourg, Amour Fou Vienna, KeyFilm
- KINDERS (95’), Dokumentarfilm, AT 2017, Regie: Riahi Brothers
- FREE LUNCH SOCIETY (95’), Dokumentarfilm, AT/DE 2017, Regie: Christian Tod, Koproduktion Ovalmedia
- Die Migrantigen (98’), Spielfilm, AT 2017, Regie: Arman T. Riahi
- Cops (98’), Spielfilm, AT 2018, Regie: Stefan A. Lukacs
- THE GOOD DEATH (83’), Dokumentarfilm, SK/CZ/AT 2018, Regie: Tomáš Krupa, Koproduktion Hailstone, Master Film
- KLEINE GERMANEN (90’), Dokumentarfilm/Animation, DE/AT 2018, Regie: Mohammad Farokhmanesh, Frank Geiger, Koproduktion brave new work, Little Dream Entertainment
- Born in Evin (98’), Dokumentarfilm, DE/AT 2019, Regie: Maryam Zaree, Koproduktion Tondowski Films
- SCHOOL OF SEDUCTION (95‘), Dokumentarfilm, DK/AT/NO/RU 2019, Regie: Alina Rudnitskaya, Koproduktion Danish Documentary Production, UpNorth Film
- SOLO (84‘), Dokumentarfilm,  CZ/FR/AR/AT 2019, Regie: Artemio Benki, Koproduktion Artcam Films, Petit à Petit Productions, Lomo Cine, Buen Destino
- ONCE UPON A TIME IN VENEZUELA (99‘), Dokumentarfilm, VE/GB/AT/BR 2020, Regie: Anabel Rodríguez Ríos, Koproduktion Sancocho Público, Spiraleye Productions, Pacto Films, Tres Cinematografía
- DER SCHÖNSTE PLATZ AUF ERDEN (87‘), Dokumentarfilm, AT 2020, Regie: Elke Groen, Koproduktion groen.film
- Fuchs im Bau (103`), Spielfilm, AT 2021, Regie: Arman T. Riahi
- The Bubble (92’), Dokumentarfilm, CH/AT 2021, Regie: Valerie Blankenbyl, Koproduktion Catpics, Golden Girls Film
- EVA-MARIA (94‘), Dokumentarfilm, AT 2021, Regie: Lukas Ladner, Koproduktion Golden Girls Film, Bunny Beach Film
- Sargnagel – Der Film (96‘), Dokumödie, AT 2021, Regie: Sabine Hiebler, Gerhard Ertl, Koproduktion Golden Girls Film, Hiebler-Ertl-Film
- Eismayer (87’), Spielfilm, AT 2022, Regie: David Wagner
- Andrea lässt sich scheiden (93‘), Spielfilm, AT 2024, Regie: Josef Hader, Koproduktion Wegafilm und Golden Girls Film
- The Witness (Shaded) (100’), Spielfilm, DE/AT 2024, Regie: Nader Saeivar, Koproduktion ArtHood Films, Golden Girls Film und Sky Films
- To Close Your Eyes And See Fire (98’), Dokumentarfilm, AT 2024, Regie: Nicola von Leffern, Jakob Carl Sauer
- How to Be Normal and the Oddness of the Other World, AT 2025, Regie: Florian Pochlatko
- Perla, Österreich/Slowakei 2025, Regie: Alexandra Makarová

### TV-Produktionen
- 1996: Compulsory deportation (15 Min, Arash T. Riahi)
- 1996: Homeless young people in Vienna (TV-Doku, 15 Min, Arash T. Riahi, Geza Horvat)
- 1998: Ars Electronica 98 / Info War (TV_Bericht, 45 Min, Arash T. Riahi)
- 1999: Ars Electronica 99 / Life Science (TV-Bericht, 45 Min, Arash T. Riahi)
- 2001: 52 minutes of 48 days-Meg Stuart & damaged goods (TV-Doku, 52 Min, Arash T. Riahi)
- 2001: Reformel (Experimentalfilm, Arash T. Riahi)
- 2008: Point (, Dokumentarfilm, 25 Min, Verena Soltiz)
- 2009: „Impuls, Camera & Dance“ (Tänzerportrait, 10x 26 Min, Arash T. Riahi, Geza Horvat, Raphael Barth)
- 2009: Momentum – What drives you? Staffel 1 (Portrait, 26 Min):
  - Momentum – Adreu Lacondeguy  (Regie: Raphael Barth, Arash T. Riahi, Arman T. Riahi)
  - Momentum – Sebastian Vettel (Regie: Raphael Barth, Arash T. Riahi, Arman T. Riahi)
  - Momentum – Sébastien Loeb (Regie: Raphael Barth, Arman T. Riahi)
  - Momentum – Björn Dunkerbeck (Regie: Arash T. Riahi)
  - Momentum – Mick Fanning (Regie: Arash T. Riahi, Arman T. Riahi)
  - Momentum – Daron Rahlves (Regie: Arash T. Riahi)
- 2009/2010: Momentum – What drives you? Staffel 2 (Portrait, 26 Min):
  - Momentum – Jon Olsson (Regie: Verena Soltiz)
  - Momentum – Mario Gómez (Regie: Arman T. Riahi)
  - Momentum – Natascha Badmann (Regie: Arman T. Riahi)
  - Momentum – David Lama (Regie: Raphael Barth, Mathias Smycka)
  - Momentum – Ashley Fiolek (Regie: Verena Soltiz)
  - Momentum – James Stewart (Regie: Mathias Smycka)
- 2011: Momentum – What drives you? Staffel 3 (Portrait, 26 Min.)
  - Momentum – Mark Webber (Regie: Verena Soltiz)
  - Momentum – Rachel Armstrong (Regie: Robert Styblo)
  - Momentum – Travis Pastrana (Regie: Raphael Barth, Matthias Kugler)
  - Momentum – Ryan Sheckler (Regie: Arman T. Riahi)
  - Momentum – The Talauega Brothers (Regie: Arash T. Riahi)
  - Momentum – Lilou (Regie: Verena Soltiz)
  - Momentum – Parks Bonifay (Regie: Arman T. Riahi)
  - Momentum – Ken Roczen (Regie: Matthias Smycka)
  - Momentum – Zak Noyle (Regie: John DeCesara)
  - Momentum – Thierry Henry (Regie: Verena Soltiz)
  - Momentum – Mariana Pajón (Regie: Arman T. Riahi)
- 2022: Schrille Nacht (Regie: Arash und Arman T. Riahi, Mirjam Unger)

### Kurzfilme
- 1992: Der Junge und die seltsame Wirklichkeit / The boy & the strange reality (8 Min, Arash T. Riahi, Geza Horvat)
- 1992: Die Maske/The mask (9 Min, Arash T. Riahi, Geza Horvat)
- 2001: Die Unmöglichkeit / The impossibility (Arash T. Riahi)
- 2004: Der Kameramörder (15 Min, Arash T. Riahi, Geza Horvat, Raphael Barth)
- 2006: Mississippi  (15 Min, Arash T. Riahi)
- 2010: Zu Eng! (15 Min, Clemens Roth)
- 2011: Ein einfaches Ereignis (5 Min, Arash T. Riahi)